# 横州镇
横州镇，是中华人民共和国广西壮族自治区南宁市横州市下辖的一个乡镇级行政单位。

## 行政区划
横州镇下辖以下地区：
城司社区、城东社区、洪德社区、槎江社区、柳明社区、城北社区、江南村、蒙垌村、太平村、东郭村、龙池村、宋村、新桥村、蒙村、长江村、龙首村、曹村、清江村、北村、石村、谢圩村、学明村、周塘村、长寨村、大和村、长淇村和上淇村。